# Вспомогательные агентства при Конгрессе США
При Конгрессе США действуют следующие независимые агентства:
- Бюджетная служба Конгресса (Congressional Budget Office, CBO)
- Библиотека Конгресса (Library of Congress, LOC)
  - Управление по защите интеллектуальных прав собственности в США (U.S. Copyright Office)
- Управление общего учёта (Government Accountability Office, GAO; бывшее the General Accounting Office)
  - Главный ревизор США (Comptroller General of the United States)
- Типография Правительства США (U.S. Government Printing Office, GPO)
- Архитектор Капитолия (Architect of the Capitol)
  - Ботанический сад США (U.S. Botanic Garden)
- U.S. Congress Office of Compliance